# Rawsonia burtt-davyi
Rawsonia burtt-davyi är en tvåhjärtbladig växtart som först beskrevs av Edlin, och fick sitt nu gällande namn av Frank White. Rawsonia burtt-davyi ingår i släktet Rawsonia och familjen Achariaceae. Inga underarter finns listade i Catalogue of Life.